# 1873
Évszázadok: 18. század – 19. század – 20. század
Évtizedek: 1820-as évek – 1830-as évek – 1840-es évek – 1850-es évek – 1860-as évek – 1870-es évek – 1880-as évek – 1890-es évek – 1900-as évek – 1910-es évek – 1920-as évek
Évek: 1868 – 1869 – 1870 – 1871 –  1872 – 1873 – 1874 – 1875 – 1876 – 1877 – 1878

## Események

### Határozott dátumú események
- január 1. – Meidzsi japán császár átveszi a Gergely-naptárt.[1]
- február 11. – Alig kétévnyi lehetetlen uralkodás után I. Amadé spanyol király lemond és elhagyja országát, a Cortés kikiáltja a köztársaságot.[2]
- február 18. (Julián-naptár szerint február 6.) – a törökök kivégzik Vaszil Levszki bolgár forradalmárt.[3]
- május 8–9. – Bécsi tőzsdekrach[3]
- augusztus 1.
  - A bécsi világkiállítás alkalmából Európában tartózkodó Nászer ad-Din perzsa sah Bécsbe érkezik, ahol találkozik a császári és királyi párral, majd Budapestre is ellátogat, ahol Andrássy Gyula korábbi miniszterelnökkel és közös külügyminiszterrel is tárgyal.[4]
  - A budapesti Állatkert igazgatójának Serák Károlyt nevezik ki, aki 30 évesen veszi át az intézmény vezetését.[5]
- augusztus 10. – Ótátrafüreden megalakul a Magyarországi Kárpát-egyesület.
- október 22. – Schönbrunnban Ausztria, Németország és Oroszország uralkodói között létrejön a három császár egyezménye.[3]
- november 17. – Pest, Buda és Óbuda egyesítésével létrejön Budapest. (A közel 350 ezer lakost számláló új várost 10 kerületre osztották, s egy 400 fős közgyűlés irányította.)[6]

### Határozatlan dátumú események
- az év folyamán – 
  - Megalakul a Nemzetközi Meteorológiai Szervezet.
  - A Margit-szigeten átadják az Ybl Miklós tervei alapján elkészült Margit fürdőt.[7]
  - Zanzibár szultánja brit és német nyomásra bezárja rabszolgapiacait.[8]

## Az év témái

### 1873 a tudományban
- fénynyomás (James Clerk Maxwell)[9]
- kormányozható léghajó (Ferdinand von Zeppelin)
- szénszálas izzólámpa (Alekszandr Nyikolajevics Lodigin)

## Születések
- január 7. – Adolf Zukor producer, a Paramount Pictures filmvállalat alapítója, a hollywoodi filmgyártás egyik létrehozója († 1976)
- január 16. – Boyd Alexander angol ornitológus († 1910)
- január 26. – Bothos Gyula magyar bíró, felsőházi tag († 1940)
- február 11. – Madarassy-Beck Marcell bankár, országgyűlési képviselő, a Magyar Leszámítoló és Pénzváltó Bank elnöke († 1945)
- február 26. – ’Sigmond Elek vegyészmérnök, az MTA rendes tagja († 1939)
- február 28. – William Murdoch a Titanic első tisztje († 1912)
- március 15. – Kováts Ferenc gazdaságtörténész, közgazdász, az MTA tagja († 1956)
- március 28. – Nagy István festőművész († 1937)
- március 29. – Tullio Levi-Civita olasz matematikus († 1941)
- április 1. – Sergey Rachmaninov orosz zeneszerző, zongoraművész és karmester († 1943)
- április 4. – Peidl Gyula politikus († 1943)
- április 10. – Kyösti Kallio finn köztársasági elnök († 1940)
- április 22. – Luigi Lucheni olasz anarchista, Erzsébet császárné és királyné gyilkosa († 1910)
- június 28. – Alexis Carrel francia sebész, fiziológus, orvosi Nobel-díjas († 1944)
- augusztus 20. – Eliel Saarinen finn építész († 1950)
- szeptember 7. – Tomcsányi János magyar műfordító, publicista, tanár († 1935)
- szeptember 9. – Max Reinhardt osztrák színidirektor († 1943)
- szeptember 20. – Szisz Ferenc magyar származású francia autóversenyző, az első Grand Prix győztese († 1944)
- október 3. – Gombos Ferenc Albin történész, pedagógus, író, az MTA tagja († 1938)
- október 6. – Rózsahegyi Kálmán színész, tanár († 1961)
- október 12. – Nadežda Petrović szerb festőművésznő, Szerbia leghíresebb fauvista festője († 1915)
- október 30. – Francisco Ignacio Madero mexikói államfő († 1913)
- november 4. – Papp Károly geológus, egyetemi tanár, az MTA levelező tagja († 1963)
- november 16. – W. C. Handy amerikai dzsesszzenész († 1958)
- december 2. – Nyilasy Sándor festőművész († 1934)
- december 15. – Kacsóh Pongrác zeneszerző, zenepedagógus, tanár († 1923)
- december 23. – Kernstok Károly festőművész († 1940)
- december 27. – Gyömörey György, Zala vármegye főispánja († 1949)
- december 30. – Bánffy Miklós gróf, író, grafikus, díszlet- és kosztümtervező, színpadi rendező, politikus, külügyminiszter († 1950)

## Halálozások
- január 9. – III. Napóleon francia császár (* 1808)
- február 8. – Vidróczki Márton híres mátrai betyár (* 1837)
- február 22. – Peter Dajnko, szlovén nyelvész, író, méhész (* 1787)
- március 22. – Dárdasy Gusztáv ferences rendi szerzetes, költő (* 1832)
- április 16. – Arcisse de Caumont(wd) francia történész, régész (* 1801)
- április 21. – Urházy György újságíró, író, országgyűlési képviselő, honvédtiszt, az MTA tagja (* 1823)
- május 1. - David Livingstone skót Afrika-kutató (* 1813)
- május 6. – José Antonio Páez venezuelai katonatiszt, politikus (* 1790)
- május 16. – Balla Károly jogász, publicista (* 1792)
- július 10. – Latabár Endre magyar színész, színiigazgató, zeneszerző (* 1811)
- július 27. – Fjodor Ivanovics Tyutcsev orosz költő, diplomata (* 1803)
- augusztus 12. – Kardos János magyarországi szlovén költő, író, műfordító (* 1801)
- október 20. – Adelburg Ágost lovag, zeneszerző, hegedűművész (* 1830)
- november 10. – Vidats János gyártulajdonos, honvédtiszt, országgyűlési képviselő (* 1826)
- november 27. – Auguste Arthur de la Rive svájci fizikus és politikus (* 1801)
- november 30. – Fehér Glycér piarista pap, tanár, költő (* 1782)